# Кралска рибарка
Кралска рибарка (Thalasseus maximus) е вид птица от семейство Чайкови (Laridae). Видът е незастрашен от изчезване.

## Разпространение
Разпространен е в Ангола, Ангуила, Антигуа и Барбуда, Аржентина, Аруба, Бахамски острови, Барбадос, Бенин, Бермудски острови, Бонер, Свети Евстатиус и Саба, Бразилия, Камерун, Канада, Кайманови острови, Колумбия, Демократична република Конго, Република Конго, Коста Рика, Кот д'Ивоар, Куба, Кюрасао, Доминика Доминиканска република, Еквадор, Салвадор, Екваториална Гвинея, Френска Гвиана, Габон, Гамбия, Гана, Гренада, Гваделупа, Гватемала, Гвинея, Гвинея-Бисау, Гвиана, Хаити, Хондурас, Ямайка, Либерия, Мартиника, Мавритания, Мексико, Монсерат, Мароко, Намибия, Никарагуа, Нигерия, Панама, Перу, Пуерто Рико, Сейнт Китс и Невис, Сейнт Лусия, Свети Мартин, Сейнт Винсент и Гренадини, Сенегал, Сиера Леоне, Суринам, Того, Тринидад и Тобаго, Търкс и Кайкос, САЩ, Уругвай, Венецуела, Британски Вирджински острови, Вирджински острови и Западна Сахара.